# Monika Hamann
Monika Hamann, nata Meyer (Waren (Müritz), 8 giugno 1954), è un'ex velocista tedesca.

## Palmarès

### Europei
- 1 medaglia:
  - 1 bronzo (Praga 1978 nella staffetta 4x100 m)

### Europei indoor
- 1 medaglia:
  - 1 argento (Katowice 1975 nei 60 m piani)

## Altre competizioni internazionali
1975
- Coppa Europa di atletica leggera ( Nizza)

1977
- Coppa Europa di atletica leggera ( Helsinki)